# 神戸国際大学附属高等学校

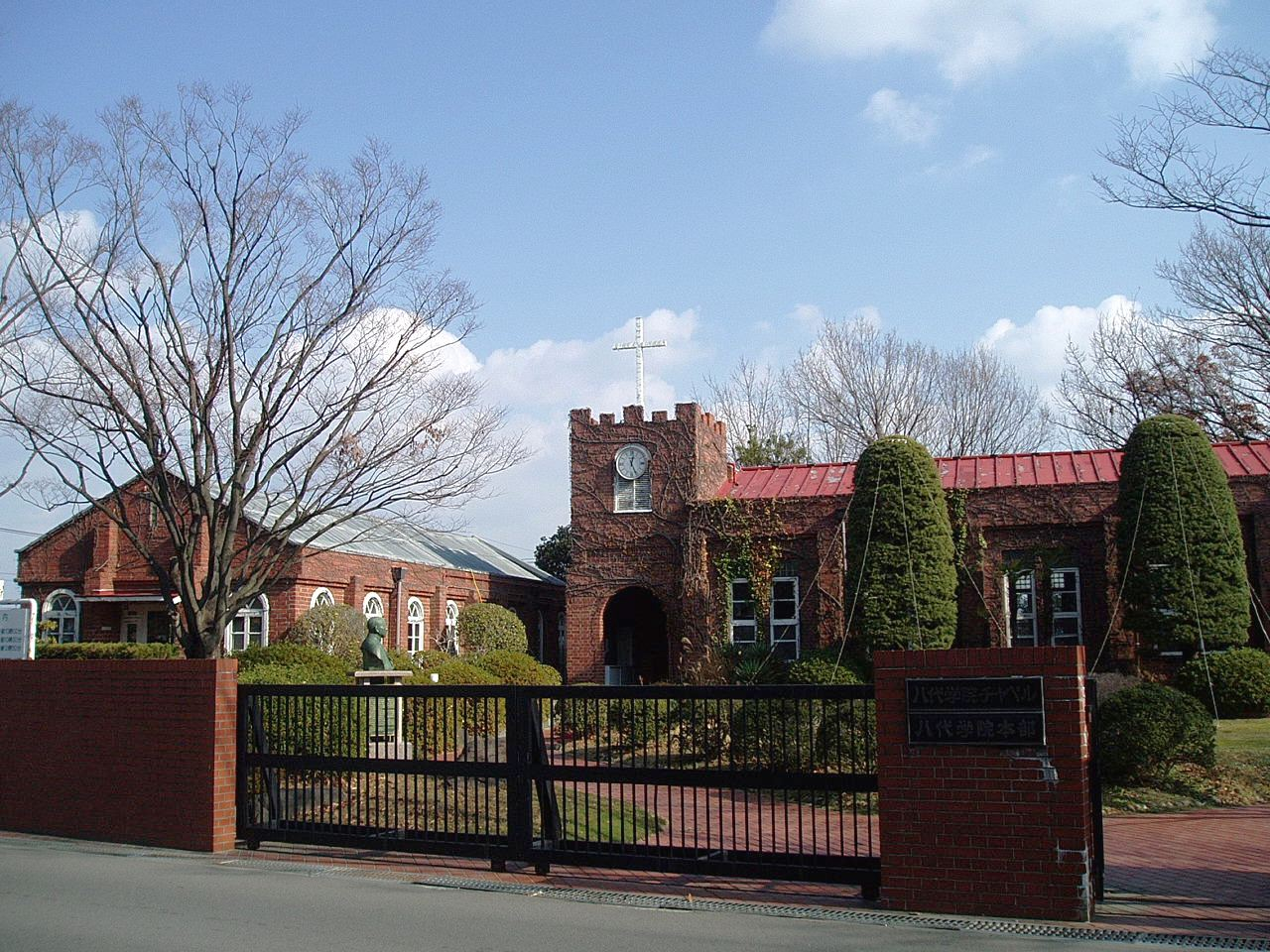
八代学院チャペル

神戸国際大学附属高等学校（こうべこくさいだいがくふぞくこうとうがっこう、英語: St. Michael’s Senior High School Affiliated to Kobe International University）は、兵庫県神戸市垂水区学が丘に所在する私立高等学校。
ミッション系（日本聖公会）の学校法人八代学院が運営するキリスト教主義の高等学校で、神戸国際大学の附属高等学校である。

## 概要
当校は日本聖公会に属するクリスチャン・スクールで、立教学院、神戸松蔭女子学院大学、桃山学院、プール学院などと同じ系列の学院である。1963年に聖公会の牧師である八代斌助が全日制普通科の男子校として「八代学院高等学校」の名で設立。1992年に現校名を変更した。英名は創立者・八代斌助の洗礼名に由来する。
母教会である神戸聖ミカエル教会にて、春にはイースター礼拝、冬にはクリスマス礼拝を行う。宗教教育の一環として聖書の授業が週に1度ある。

## 沿革
（この節の出典：）
- 1962年（昭和37年） - 聖公会牧師である八代斌助により、学校法人八代学院設立
- 1963年（昭和38年） - 八代学院高等学校（普通科男子校）開校
- 1964年（昭和39年） - 沖縄修学旅行実施
- 1968年（昭和43年） - 八代学院大学（現神戸国際大学）併設
- 1969年（昭和44年） - 大山野外活動センター設立
- 1976年（昭和51年） - 新グラウンド完成
- 1981年（昭和56年） - 新館落成
- 1985年（昭和60年） - 国際科設置
- 1987年（昭和62年） - 海外実習（シンガポール・マレーシア）実施
- 1988年（昭和63年） - 新体育館落成
- 1992年（平成4年） - 神戸国際大学附属高等学校に校名変更
- 1999年（平成11年） - 強化指定クラブを制定（硬式野球部・サッカー部）
- 2002年（平成14年） - 神戸国際大学が六甲アイランドに移転
- 2007年（平成19年） - 強化指定クラブに、柔道部とハンドボール部が加わる
- 2008年（平成20年） - 国際科募集停止、トレーニングセンター完成、学生寮竣工
- 2011年（平成23年） - コース制導入（文理特進・アスリート・進学キャリア）
- 2012年（平成24年） - 立教大学との教育連携協定を締結
- 2017年（平成29年） - 路線バス直行便運行開始（舞子駅発）
- 2018年（平成30年） - 文理特進コース男女共学スタート、新館耐震補強他工事改修、高大接続教育支援センター設立
- 2020年（令和2年） - アスリートコース男女共学開始
- 2021年（令和3年） - 国際科 再募集開始
- 2024年（令和6年） - 進学キャリアコースの名称を総合進学コースに変更し、男女共学に移行。これにより全学科・全コースでの男女共学化が完了

## クラブ活動
硬式野球部（強化指定クラブ）
- 春出場5回（ベスト4・1回）、夏出場3回（ベスト8・1回）、明治神宮野球大会出場2回
- 2001年3月 - 第73回選抜高等学校野球大会に初出場
- 2004年11月 - 第35回明治神宮野球大会に初出場
- 2005年3月 - 第77回選抜高等学校野球大会に4年ぶり2回目の出場でベスト4
- 2009年11月 - 第40回明治神宮野球大会に5年ぶり2回目の出場
- 2010年3月 - 第82回選抜高等学校野球大会に5年ぶり3回目の出場
- 2014年8月 - 第96回全国高等学校野球選手権大会に初出場
- 2017年3月 - 第89回選抜高等学校野球大会に7年ぶり4回目の出場
- 2017年8月 - 第99回全国高等学校野球選手権大会に3年ぶり2回目の出場（創部初の春夏連続出場と夏初勝利）
- 2021年3月 - 第93回選抜高等学校野球大会に4年ぶり5回目の出場
- 2021年8月 - 第103回全国高等学校野球選手権大会に4年ぶり3回目の出場でベスト8

女子硬式野球部
全国高等学校女子硬式野球選手権大会
- 2023年 - 初出場
- 2024年 - 2年連続2回目（2回戦）

ハンドボール部（強化指定クラブ）
全国高等学校総合体育大会ハンドボール競技大会（インターハイ）
- 2008年 - 初出場（2回戦）
- 2009年 - 2年連続2回目（1回戦）
- 2010年 - 3年連続3回目（2回戦）
- 2011年 - 4年連続4回目（2回戦）
- 2012年 - 5年連続5回目（ベスト16）
- 2013年 - 6年連続6回目（ベスト16）
- 2014年 - 7年連続7回目（ベスト16）
- 2015年 - 8年連続8回目（2回戦）
- 2016年 - 9年連続9回目（1回戦）
- 2017年 - 10年連続10回目（2回戦）
- 2018年 - 11年連続11回目（ベスト8）
- 2019年 - 12年連続12回目（ベスト8）
- 2021年 - 13大会連続13回目
- 2022年 - 14大会連続14回目
- 2023年 - 15大会連続15回目
- 2024年 - 16大会連続16回目

その他
- サッカー部（強化指定）
- 柔道部（強化指定）
- ソフトテニス部（指定）
- 剣道部（強化指定）
- ダンス部（指定）
- 陸上部
- 軟式野球部
- バスケットボール部
- 卓球部
- フットサル部
- 写真部
- 吹奏楽部
- 放送部
- 美術部
- 書道部
- 軽音楽部

## 著名な出身者
野球
- 青木尚龍
- 石岡諒太
- 大西正樹
- 岡本健
- 蔵本治孝
- 小深田大翔
- 坂口智隆
- 塩川達也
- 妹尾克哉
- 津嘉山憲志郎
- 平内龍太
- 松本凌人
- 宗接唯人
- 山本徹矢

サッカー
- 伊勢渉
- 上谷暢宏
- 臼井仁志
- 紀氏隆秀
- 黒石貴哉
- 佐々木大樹
- 中坂勇哉
- 藤田浩平
- 藤田祥史
- 向井章人
- 森一紘
- 要田勇一
- 米澤令衣

その他
- 胡朋宏 (プロボクサー)
- 佐藤修 (プロボクサー)
- 吉田ヒロ (お笑いタレント)